# 남일
남일(南日, 1913년 6월 5일 ~ 1976년 3월 7일)은 소련 육군 장교 군인을 지낸, 조선민주주의인민공화국의 육군 장군이며, 군인 및 정치인이다. 아명(兒名)은 남정욱(南正旭, 야코프 페트로비치 남, Я́ков Петрович Нам)이며, 한국 전쟁 당시에는 요직에 앉아 수많은 활동을 했으나 1976년, 교통사고라는 미명 하에 의문사 당했다.

## 생애

### 청년 시절
1913년 러시아 우수리스크에서 출생하였으며 지난날 한때 일가족과 함께 연해주(블라디보스토크)에서 잠시 유아기를 보낸 적이 있고 그 후 만9세 시절(1922년 6월)에 일가족과 함께 일제강점기 조선국으로 잠시 입국하여 한때 일제강점기 함경북도 경원과 일제 강점기 평안남도 대동과 일제 강점기 전라남도 강진과 일제 강점기 경상북도 영양과 일제 강점기 함경북도 청진을 떠돌아다니며 잠시 유년기를 보낸 적이 있는 아직 만12세 시절(1925년 9월)을 전후한 시기에 일가족과 함께 함경북도 청진을 떠나 출국하였으며 소비에트 우즈베키스탄에 재이주하여 아직 소련 땅이었던 우즈베키스탄에서 타슈켄트 사범대학교 인민초등교육학과를 나온 그는 소련군에 입대해 스탈린그라드 전투와 베를린 공방전 등 독일전에도 참전했으며 대위로까지 승진했다. 이 때 남일의 계급과 보직이 다소 차이가 있었는데 소련군 시절 최종 계급은 소련 육군 대위이면서 이 계급으로 담당한 보직이 사단 참모장 대리 직책이었다. 스탈린이 1946년 김일성을 지원하기 위해 파견한 고려인 출신 인물 중 한 명으로 조선민주주의인민공화국에 들어왔다.

### 2차 대전 종전 이후
2차 대전 종전 후 1948년 소련군을 제대하고 평안남도 대동군 향리로 돌아갔다. 이때 소련군과 김일성이 조선민주주의인민공화국을 건국하자 여기에 참여하여 조선인민군 참모장을 거쳤으며 한국 전쟁 때에는 조선인민군 예하 육군사령관, 그리고 전쟁 후반에는 외무상까지 맡았으며 한국전쟁 중 휴전 관련 협상 때는 항상 참여하여 외교 능력도 어느 정도 뛰어나다는 평가가 있다(1952년 이 때 당시 백선엽 장군을 처음으로 만났다.). 그러나 소련파와 연안파의 반란 모의 이후 그의 능력과 출신 때문에 그를 두려워 한 김일성이 그를 숙청하였다는 설이 있지만 밝혀진 것은 없다.
1953년 당시에도 신장은 182cm이고 상당히도 굉장한 미남이라 알려진 남일은 1953년 한국휴전협정을 할 때 북측 인사들 중에서 혼자만 눈에 띄게 잘생긴 외모로 사람들을 놀라게 했다. 1953년 7월 27일 휴전 협정 직후 그는 1953년 9월 9일 조선인민군 지상군 상장 예편하였다.

### 최후와 사망
1976년 봄에 원인을 알 수 없는 교통사고로 사망했다. 일각에서는 남일의 뛰어난 능력, 엄청난 카리스마와 더불어 상당히도 굉장한 미남이라는 그야말로 외모, 능력, 인품이 모두 완벽한 남일을 질투한 김정일이 교통사고를 위장한 암살을 자행했다는 의견이 제기되고 있다.

## 같이 보기
- 외무성
- 박헌영
- 김일성
- 리승엽
- 정백
- 김책

## 참고자료
- 째르치즈스키, 표도르(이휘성) (2023). 〈남일: 7·27 휴전 협정에 서명한 대장〉. 《북한과 소련: 잊혀진 인물과 에피소드》. 파주: 한울아카데미. 365~379쪽. ISBN 9788946074668.